# Студенецьке сільське поселення
Студене́цьке сільське поселення (рос. Студенецкое сельское поселение) — муніципальне утворення у складі Усть-Вимського району Республіки Комі, Росія. Адміністративний центр — селище Студенець.

## Населення
Населення — 538 осіб (2017, 665 у 2010, 860 у 2002, 1157 у 1989).

## Склад
До складу поселення входять такі населені пункти:
| Населений пункт      | Населення, осіб (1989) | Населення, осіб (2002) | Населення, осіб (2010) |
| -------------------- | ---------------------- | ---------------------- | ---------------------- |
| Вогваздіно, присілок | 209                    | 167                    | 133                    |
| Єроздіно, присілок   | 11                     | 5                      | 6                      |
| Студенець, селище    | 937                    | 688                    | 526                    |